# Darko Milanič
Darko Milanič (* 18. Dezember 1967 in Izola, SFR Jugoslawien) ist ein ehemaliger slowenischer Fußballspieler und heutiger -trainer.

## Karriere
Darko Milanič begann seine Karriere bei NK Izola in Slowenien. Danach spielte er in Belgrad bei Partizan. 1993 wechselte der Verteidiger nach Österreich zum SK Sturm. Wie einige seiner ehemaligen Kollegen musste Milanič Sturm im Jahre 2000 nach der erfolgreichsten Saison Sturms in der Geschichte verlassen.
Er begann mit seiner Trainerausbildung und wurde Trainer bei NK Izola. Später trainierte er noch das slowenische U-19-Team und die slowenische Jugend, bevor er 2006 zurück zu Sturm kam, als Co-Trainer unter Franco Foda.
Er erhielt Anfang 2007 das Angebot, slowenischer Teamchef zu werden, was er allerdings ablehnte. Im Sommer 2007 bat er bei Sturm aus persönlichen Gründen um die Auflösung seines Vertrages und wurde Cheftrainer beim slowenischen Verein ND Gorica. Von 2008 bis Juni 2013 war er Trainer bei NK Maribor, dem erfolgreichsten slowenischen Fußballverein. Am 4. Juni 2013 wurde er als neuer Trainer des SK Sturm Graz präsentiert und löste damit den glücklosen Interimstrainer Markus Schopp ab. Am 21. September 2014 gaben der SK Sturm Graz und Darko Milanič das Ende ihrer Zusammenarbeit und den Wechsel des Trainers zum englischen Zweitligisten Leeds United bekannt. Nach einem Monat, in welchem er mit Leeds sieglos blieb, wurde Milanič wieder entlassen. Seit 2. März 2016 trainiert er zum zweiten Mal den slowenischen Fußballverein NK Maribor.
Milanič ist gelernter Schiffsmaschinen-Techniker, verheiratet und hat zwei Kinder.

## Erfolge
Als Spieler
- Jugoslawischer Meister: 1986/87
- Serbisch-montenegrinischer Meister: 1992/93
- Jugoslawischer Pokalsieger: 1988/89, 1991/92
- Österreichischer Meister: 1997/98, 1998/99
- Österreichischer Cupsieger: 1996, 1996/97, 1998/99
- Österreichischer Supercup: 1997/98, 1998/99
- EURO 2000-Teilnahme mit dem slowenischen Nationalteam

Als Trainer
- Slowenischer Meister: 2008/09, 2010/11, 2011/12, 2012/13
- Slowenischer Pokalsieger: 2009/10, 2011/12, 2012/13
- Slowenischer Superpokalsieger: 2009, 2012